# Вышестеблиевское сельское поселение
Вышестеблиевское сельское поселение — муниципальное образование в Темрюкском районе Краснодарского края России.
В рамках административно-территориального устройства Краснодарского края ему соответствует Вышестеблиевский сельский округ.
Административный центр — станица Вышестеблиевская.

## Население
| 2010  | 2012  | 2013  | 2014  | 2015  | 2016  | 2017  |
| ----- | ----- | ----- | ----- | ----- | ----- | ----- |
| 5767  | ↗5787 | ↗5822 | ↗5858 | ↗5891 | ↗5987 | ↗5992 |
| 2018  | 2019  | 2020  | 2021  | 2023  |       |       |
| ↗6033 | ↗6092 | ↗6120 | ↗6177 | ↘6161 |       |       |

## Населённые пункты
В состав сельского поселения (сельского округа) входят 2 населённых пункта:
| № | Населённый пункт  | Тип населённого пункта | Население (чел.) |
| - | ----------------- | ---------------------- | ---------------- |
| 1 | Вышестеблиевская, | станица                | ↗4562            |
| 2 | Виноградный       | посёлок                | ↘1615            |